# Constitució del Japó
La Constitució del Japó (Shinjitai: 日本国憲法 Kyūjitai: 日本國憲法, Nihon-Koku Kenpō) ha estat el document legal fonamental del Japó des de 1947.
La constitució es va redactar durant l'Ocupació Aliada després de la Segona Guerra Mundial, i tenia la intenció de reemplaçar el sistema militar de la monarquia absoluta anterior, amb una forma de democràcia liberal amb un sistema de govern parlamentari regit pel sistema de Westminster que garanteix alguns drets fonamentals. Segons els termes establerts en ella, l'emperador del Japó és el "símbol de l'Estat i de la unitat del poble", les funcions del qual són merament cerimonials. Per tant, a diferència d'altres monarques, no és formalment un cap d'Estat, tot i que sovint es presenta com a tal. La Dieta del Japó està composta per dues cambres electives, que són la Cambra de Consellers i la Cambra de Representants. Segons la Constitució del Japó, tot i que ambdues cambres comparteixen el poder legislatiu, la Cambra de Representants preval sobre les resolucions de la Cambra de Consellers en alguns punts, inclòs el nomenament del Primer Ministre. A més, només la Cambra de Representants té dret a aprovar una moció de censura al Gabinet.
És un document rígid: no hi ha hagut cap esmena des de la seva promulgació. La constitució, també coneguda com la "Constitució Pacifista" (平和憲法, Heiwa-Kenpō), inclou la famosa renúncia expressa al dret de declarar la guerra, en el capítol 9.